# Nancyana isoclada
Nancyana isoclada är en insektsart som beskrevs av Freytag 1990. Nancyana isoclada ingår i släktet Nancyana och familjen dvärgstritar. Inga underarter finns listade i Catalogue of Life.